# Nova Vas (Kršan)
Pour les articles homonymes, voir Nova Vas.
Nova Vas (en italien : Villanova d’Arsa) est une localité de Croatie située en Istrie, dans la municipalité de Kršan, dans le comitat d'Istrie. En 2001, la localité comptait 74 habitants.

## Démographie
| 1948 | 1953 | 1961 | 1971 | 1981 | 1991 | 2001 |
| ---- | ---- | ---- | ---- | ---- | ---- | ---- |
| 201  | 180  | 153  | 124  | 109  | 94   | 74   |